# Epalpus jaennickei
Epalpus jaennickei är en tvåvingeart som först beskrevs av Giglio-tos 1894. Epalpus jaennickei ingår i släktet Epalpus och familjen parasitflugor.
Artens utbredningsområde är Panama. Inga underarter finns listade i Catalogue of Life.